# Luis Gorocito
Luis Antonio Gorocito Resende (Montevideo, Uruguay; 15 de octubre de 1992) es un futbolista profesional uruguayo formado en Racing Club de Montevideo.

## Trayectoria

### Racing
Jugador que empieza desde las inferiores del Racing de Montevideo ingresando y jugando en varias de sus categorías, posteriormente subiría al primer equipo, sin embargo no tuvo la actividad deseada y continuó jugando en el equipo sub-20.

### Necaxa
Su buen desempeño lo hizo para contratarse con el Necaxa, que militaba en el Ascenso MX con el objetivo de subir a la máxima categoría de México. 
Su primer partido lo jugaría el 2 de agosto de 2014 debutando con un doblete frente al Club Atlético Zacatepec sin embargo ha jugado muy poco solo cosechando cuatro partidos de liga con dos goles y seis de la Copa MX y un gol marcado. Para el torneo Apertura 2015 formaba parte del Necaxa.

### Racing
En 2020, y luego de ser liberado en México, regresó a Racing Club de Montevideo, En 2021 anotó su primer gol en la vuelta a la actividad profesional frente a Danubio Futbol Club.  En 2022 se consagraría campeón del torneo Competencia y de la  Segunda División Profesional de Uruguay.

### Deportes Puerto Montt
El 29 de julio de 2023, es anunciado como nuevo fichaje de Deportes Puerto Montt, para jugar la segunda rueda del torneo de la Primera B 2023.

## Detención
El 16 de agosto de 2015, fue detenido junto al también jugador de Necaxa, Alejandro Molina, por golpear a dos jóvenes en las afueras de un bar llamado "El Barezzito" en Aguascalientes, dejándolos gravemente lesionados, uno de ellos murió dos meses después, a causa de las lesiones. Los cargos iniciales, fueron por homicidio doloso aunque dos años después en 2017, la defensa logró probar que Gorocito no había peleado directamente con él, por lo que la sentencia se redujo considerablemente y únicamente, enfrentó cargos por "Homicidio culposo generado en riña". En agosto del 2019, fue liberado tras cuatro años en una prisión mexicana.

## Estadísticas

### Clubes
| Club                  | País    | Año           | Part. | Goles |
| --------------------- | ------- | ------------- | ----- | ----- |
| Racing                | Uruguay | 2012-2014     | 46    | 17    |
| Necaxa                | México  | 2014-2015     | 26    | 6     |
| Racing                | Uruguay | 2020-2023     | 76    | 15    |
| Deportes Puerto Montt | Chile   | 2023          | 11    | 3     |
| Racing de Montevideo  | Uruguay | 2024-presente |       |       |

### Hat tricks
| 1 | 24 de agosto de 2013 | Parque Osvaldo Roberto, Montevideo | Racing Club - Miramar Misiones |  | 5 - 0 | Campeonato Uruguayo 2013-14 |
| 2 | 26 de marzo de 2023  | Parque Liebig's, Fray Bentos       | La Luz FC - Racing Club        |  | 1 - 3 | Campeonato Uruguayo 2023    |

- Actualizado al último partido disputado el 26 de marzo de 2023.

## Palmarés

### Campeonatos nacionales
| Título                       | Club   | País    | Año  |
| ---------------------------- | ------ | ------- | ---- |
| Torneo Competencia           | Racing | Uruguay | 2022 |
| Segunda División Profesional | Racing | Uruguay | 2022 |